# Wandalin (gromada)
Wandalin – dawna gromada, czyli najmniejsza jednostka podziału terytorialnego Polskiej Rzeczypospolitej Ludowej w latach 1954–1972.
Gromady, z gromadzkimi radami narodowymi (GRN) jako organami władzy najniższego stopnia na wsi, funkcjonowały od reformy reorganizującej administrację wiejską przeprowadzonej jesienią 1954 do momentu ich zniesienia z dniem 1 stycznia 1973, tym samym wypierając organizację gminną w latach 1954–1972.
Gromadę Wandalin z siedzibą GRN w Wandalinie utworzono – jako jedną z 8759 gromad na obszarze Polski – w powiecie puławskim w woj. lubelskim na mocy uchwały nr 14 WRN w Lublinie z dnia 5 października 1954. W skład jednostki weszły: obszar dotychczasowej gromady Wandalin ze zniesionej gminy Rybitwy oraz obszary dotychczasowych gromad Ludwików i Stanisławów ze zniesionej gminy Godów w powiecie puławskim, a także obszar dotychczasowej gromady Białowoda ze zniesionej gminy Urzędów w powiecie kraśnickim w tymże województwie. 
13 listopada 1954 gromada weszła w skład nowo utworzonego powiatu opolsko-lubelskiego w tymże województwie, gdzie ustalono dla niej 13 członków gromadzkiej rady narodowej.
1 stycznia 1962 gromadę zniesiono, włączając jej obszar do gromad Skoków (wsie Stanisławów, Ludwików i Białowoda) i Wrzelowiec (przysiółek Widły i wieś Wandalin) w tymże powiecie.